# Ramon Vega
Ramon Vega, né le 14 juin 1971 à Olten (Suisse), est un joueur de football hispano-suisse.

## Carrière de joueur
Né le 14 juin 1971 à Olten, Ramon Vega est un fils d’immigrés espagnols. Junior au FC Trimbach et au FC Olten, il joue, lors de la saison 1989-1990, avec la première équipe du FC Trimbach. Il rejoint ensuite le Grasshopper Club Zurich, avec qui il fait ses débuts professionnels. En parallèle, il effectue un apprentissage chez Crédit suisse, comme ses coéquipiers Alain Sutter et Ciriaco Sforza.
Après avoir remporté trois titres et une coupe de Suisse avec le Grasshopper Club Zurich, Vega s’exile et s’engage avec l’US Cagliari, où il ne joue que sept mois, avant de rejoindre le Tottenham Hotspur FC. Avec le club londonien, il remporte la Coupe de la Ligue en 1999, se cassant même la cheville lors de la finale à Wembley face à Leicester. À la suite de cette blessure, il ne retrouve plus le niveau qui était le sien et est prêté, en décembre 2000, au Celtic FC. Durant l’été précédent, il avait repoussé une offre du club écossais. En six mois, il remporte trois trophées en Écosse. Alors que le Celtic lui propose un contrat d’une année, qu’il juge inacceptable, il rejoint le  Watford FC. Après deux saisons à Watford, il est prêté une saison à l’US Créteil-Lusitanos, avant de mettre un terme à sa carrière, en 2003.
En parallèle, Ramon Vega a joué 23 matchs avec l’équipe de Suisse entre 1993 et 2001, marquant un but en match amical contre l'Angleterre le 25 mars 1998 au Wankdorfstadion de Berne (score final : 1-1). En 1996, il participe au championnat d’Europe en Angleterre.

## Après-carrière
À la fin de sa carrière de joueur, Ramon Vega se lance dans la finance, en s’associant dans une société financière. Après avoir vendu ses parts en 2007, il fonde sa propre société, qui est propriétaire du célèbre hôtel « Le Rosalp », à Verbier en Valais. En 2009, il s’intéresse à racheter le Portsmouth Football Club, mais son offre est rejeté par les dirigeants du club.